# 篠路車站

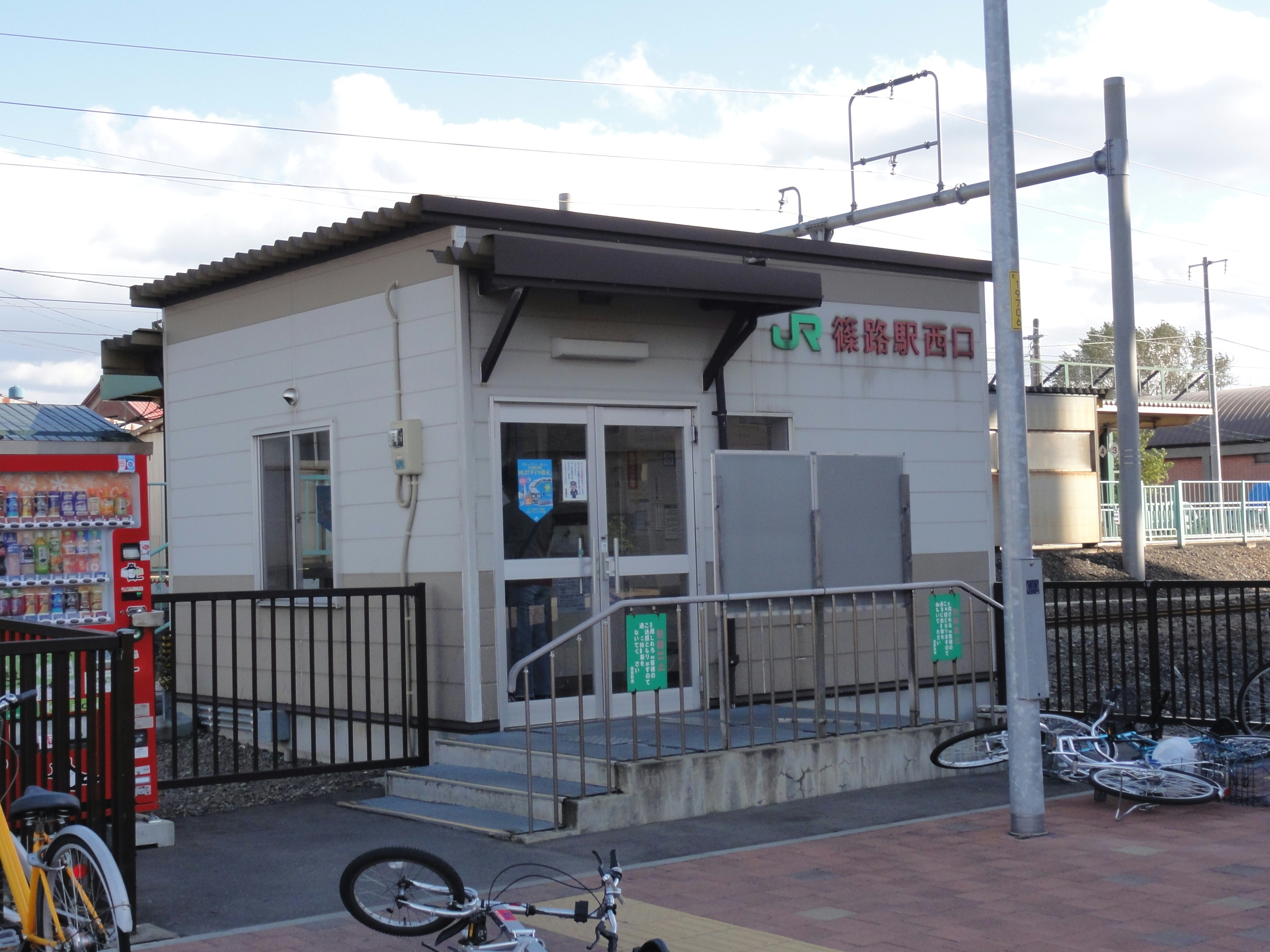
西面入口站房（2012年10月）

篠路站（日语：／ Shinoro eki */?）是位於北海道札幌市北區篠路4條7丁目2，隸屬於北海道旅客鐵道（JR北海道）札沼線（學園都市線）的鐵路車站。車站編號為G08。電報略號為。
名稱源自阿伊努語的「sino-wor-o」（很多水的地方）。

## 概要
1934年在當時篠路村的核心地帶開始營運。營運初期，附近主要是農業地區，主要栽種蕎麥、洋蔥及飼養牛馬等，亦處理貨物運輸。1957年至1974年期間，亦負責運輸於生振地區的茨戶油田生產的石油。1970年代後期，車站周圍開始開發成住宅地區。

## 歷史
- 1934年（昭和9年）11月20日 - 國有鐵道札沼南線桑園車站至石狩當別車站路段開始營運，本車站同時開始營運。
- 1935年（昭和10年）10月3日 - 隨著石狩當別站至浦臼車站路段開始營運，札沼南線與札沼北線合併並改稱為札沼線[2]。
- 1949年（昭和24年）6月1日 - 本路線由日本國有鐵道（國鐵）繼承。
- 1979年（昭和54年）2月1日 - 停止貨物裝卸服務。
- 1984年（昭和59年）2月1日 - 停止行李裝卸服務。
- 1987年（昭和62年）4月1日 - 由於國鐵分割民營化，車站由JR北海道管理。

- 1990年（平成2年）11月4日 - 站房改建。
- 1991年（平成3年）3月16日 - 札沼線的暱稱設定為「學園都市線」[2][3]。
- 1995年（平成7年）3月16日 - 札沼線（學園都市線）太平車站至本車站路段複線化，於本車站附近增設上行線。
- 1997年（平成9年）3月22日 - 札沼線（學園都市線）本車站至愛之里教育大車站路段複線化[3]，本車站至拓北車站增設上行線。
- 2000年（平成12年） - 札沼線桑園車站至石狩月形車站路段引入自動進路制御裝置（PRC）。
- 2006年（平成18年）1月 - 引入自動列車導向裝置。並設置按方向的導向用液晶顯示屏。
- 2007年（平成19年）10月1日 - 設定車站編號（G08）[4]。
- 2008年（平成20年）10月25日 - 開始使用智能車票「Kitaca」[5]。
- 2009年（平成21年）12月10日 - 札沼線（學園都市線）桑園站至北海道醫療大學車站開始進行電氣化[6]。
- 2012年（平成24年）6月1日 - 札沼線（學園都市線）桑園站至北海道醫療大學站正式電氣化（交流電20,000V、50Hz）[7][8]。
- 2014年（平成26年）3月4日 - 由於車站職員錯誤理解末班車的時間，比預定時間中的將車站出入口鎖上，令部份乘客未能乘坐末班車而需要使用計程車到達目的地[9]。
- 2017年（平成29年）2月10日 - 東面入口設置自動閘機。

## 車站構造
現時為側式月台2面2線的地面車站。2號線旁設有供除雪車的留置線。此外，札沼線（學園都市線）進行電氣化期間，於本車站內設置變電裝置。
由桑園車站管理的業務委託車站（北海道JR Servicenet），東面出口設有綠窗口（營業時間5時40分至23時00分）、自動售票機及自動閘機。而西面入口則設有簡易售票機、簡易自動閘機及簡易Kitaca閘機。

### 月台設置
| 月台 | 路線                  | 方向 | 目的地                               |
| ---- | --------------------- | ---- | ------------------------------------ |
| 1    | ■札沼線（學園都市線） | 上行 | 桑園、札幌方向                       |
| 2    | ■札沼線（學園都市線） | 下行 | 愛之里公園、當別、北海道醫療大學方向 |

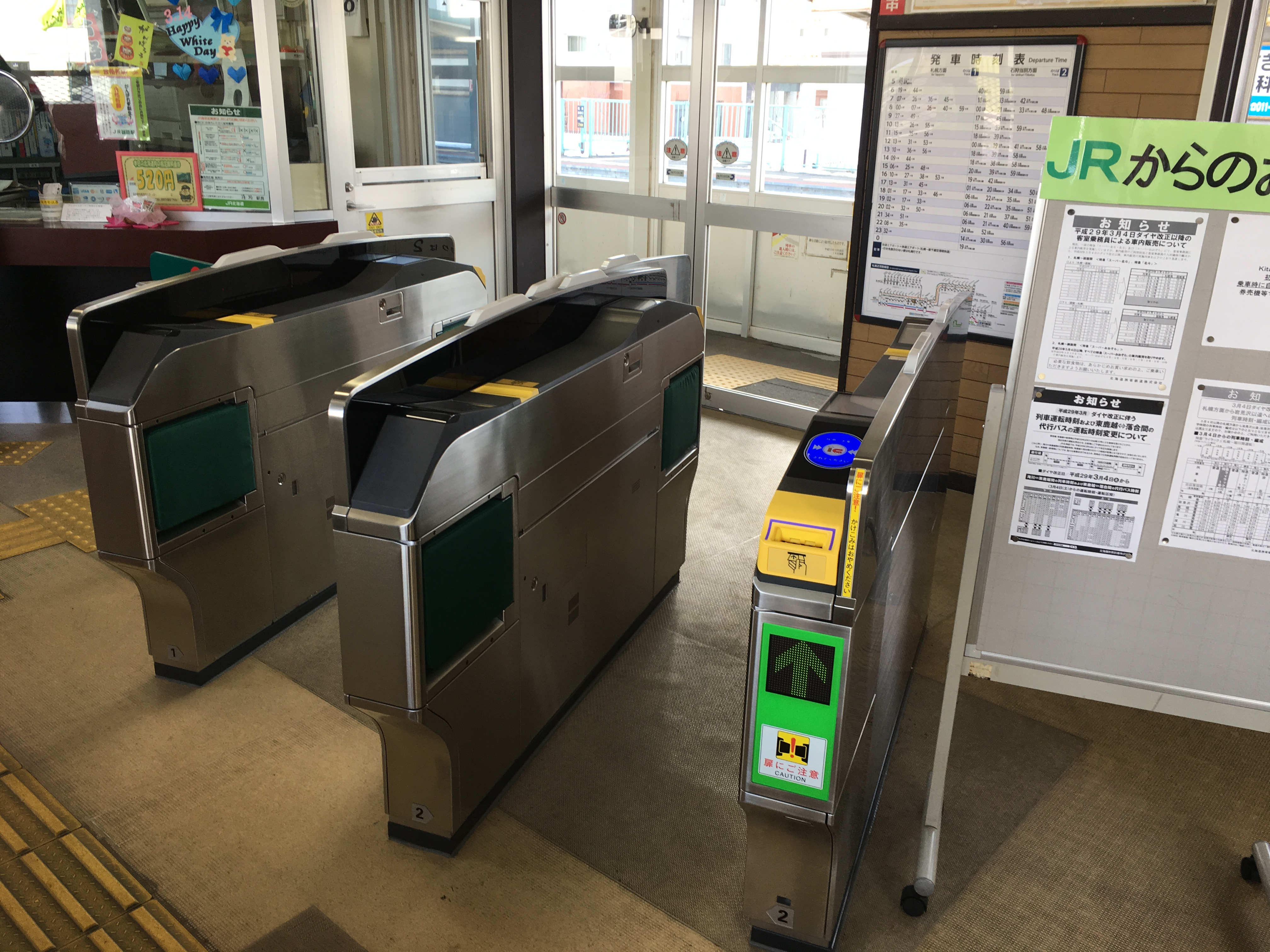
設置自動閘機後的東面入口 （2017年3月）
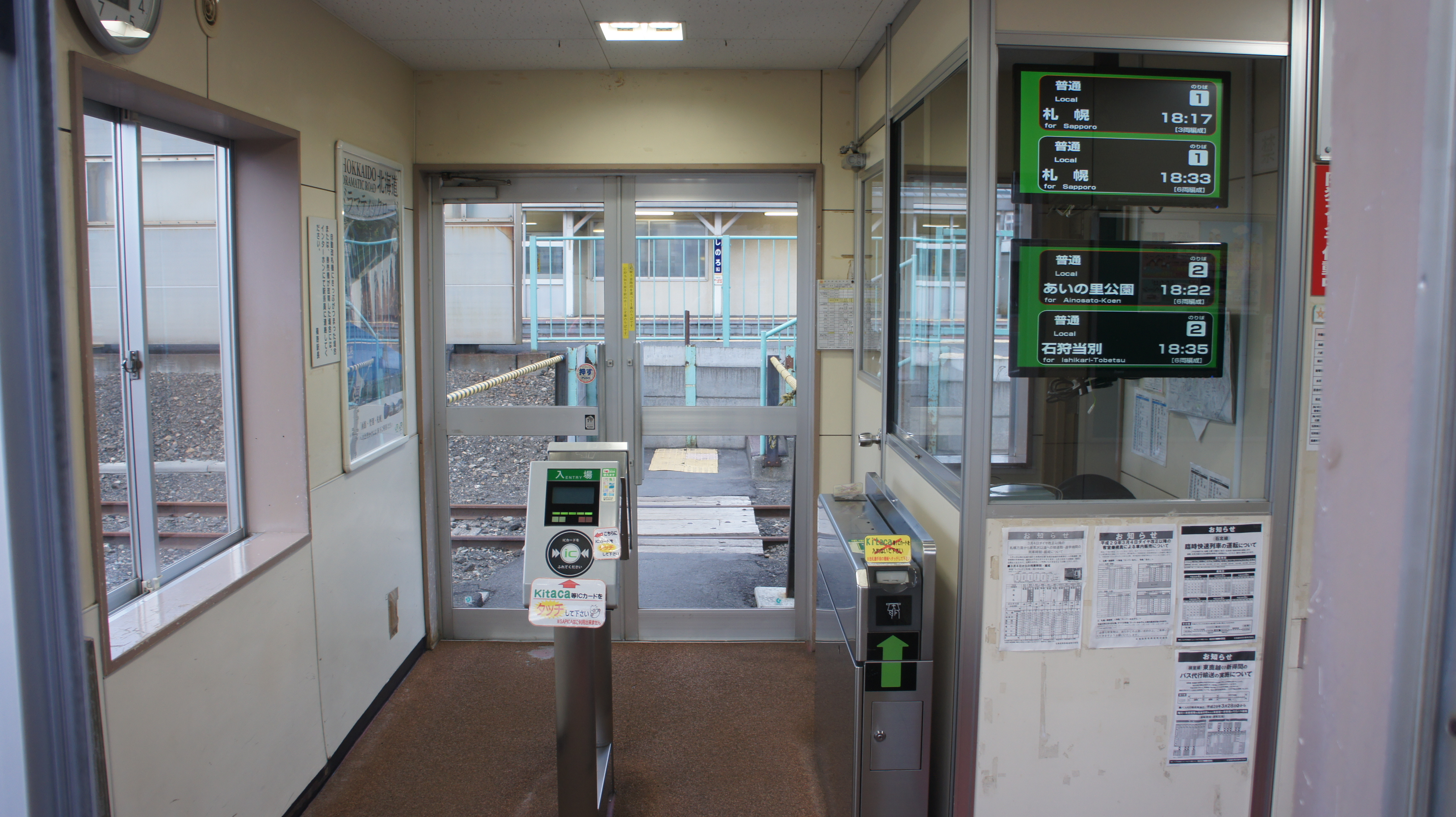
簡易閘機（西面入口） （2017年5月）

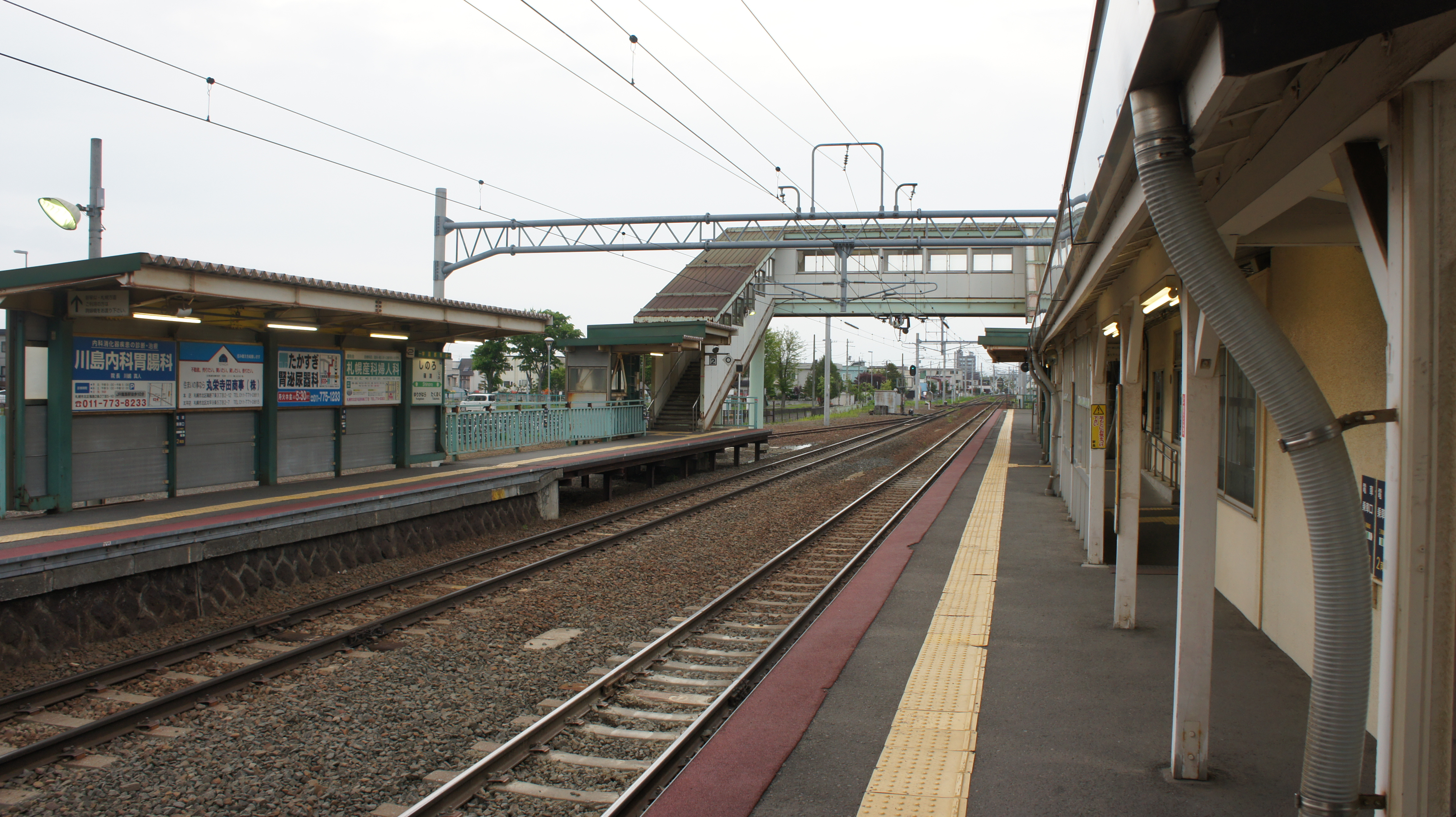
月台（電氣化後） （2017年5月）
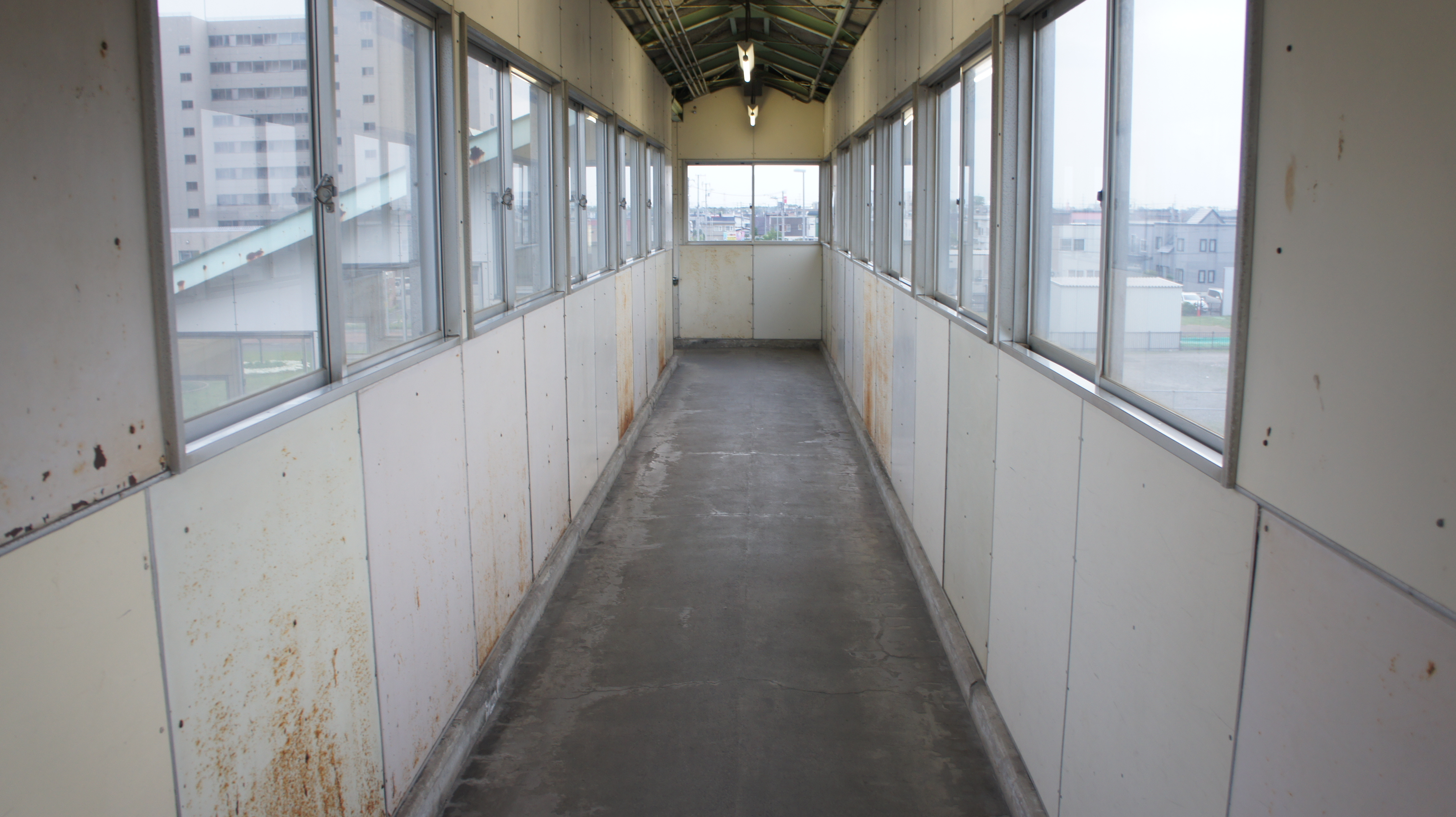
跨線橋（2017年5月）
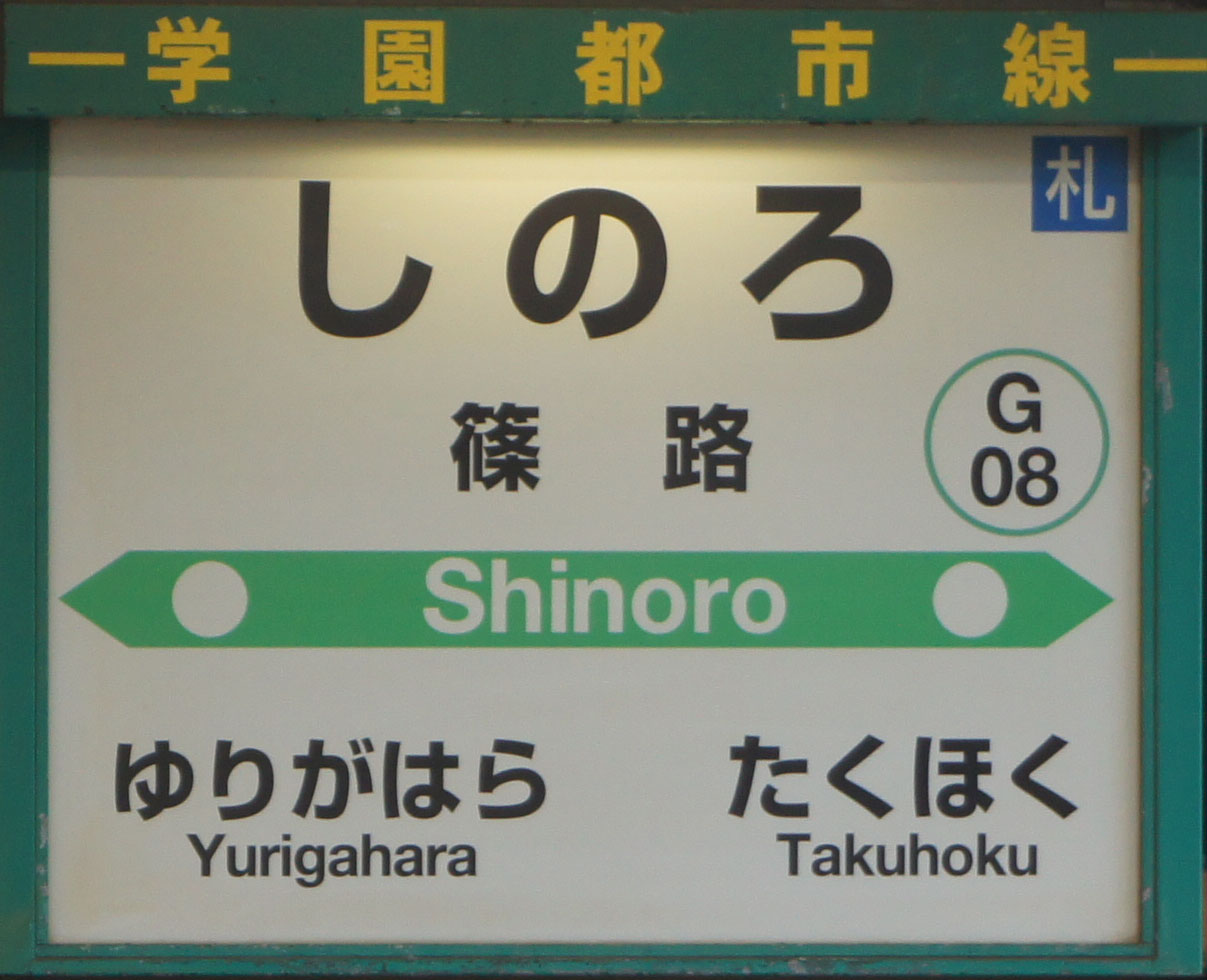
站名牌（2017年5月）

## 載客量
| 載客量   | 載客量       |
| 年份     | 每天平均人次 |
| -------- | ------------ |
| 1970年） | 1,402        |
| 1975年   | 1,650        |
| 1980年   | 1,498        |
| 1985年   | 1,426        |
| 1990年   | 2,240        |
| 1995年   | 3,150        |
| 2000年   | 3,176        |
| 2001年   | 3,150        |
| 2002年   | 3,774        |
| 2003年   | 4,030        |
| 2004年   | 4,132        |
| 2005年   | 4,268        |
| 2006年   | 4,418        |
| 2007年   | 4,592        |
| 2008年   | 4,694        |
| 2009年   | 4,852        |
| 2010年   | 4,912        |
| 2011年   | 5,168        |
| 2012年   | 5,386        |
| 2013年   | 5,678        |
| 2014年   | 5,852        |
| 2015年   | 6,036        |

## 車站周邊
商店街在車站以西約400米的東8丁目篠路通。而車站以東、西、北約1至2公里範圍主要有住宅及草地混合地公佈。過去車站以西有磚製的倉庫，但平成19年開始再開發車站以西地區，該倉庫被拆卸，遺址改建成高級住宅。
- 篠路神社（於江戶時代創立）
- 北海道道273号花畔札幌線（日语：北海道道273號花畔札幌線）
- 国道231号（日语：國道231號）
- 札幌市北區役所篠路出張所、城市建設中心
- 北警察署篠路交番
- 篠路郵局
- 篠路站前郵局
- 北門信用金庫篠路分店
- 北洋銀行篠路分店
- 北海道銀行篠路分店
- 札幌市農業協同組合（JA札幌）篠路分店
- SUPER ARCS NORTH店
- 札幌市立篠路小學
- Akatsuki交通 （页面存档备份，存于）
- 北海道中央巴士「篠路站前」（東面入口旁）、「篠路3條5丁目」（西面入口旁）站牌

## 相鄰車站
北海道旅客鐵道（JR北海道）
■札沼線（學園都市線）
百合原（G07）－篠路（G08）－拓北（G09）

## 外部連結
- 篠路站結構圖（JR北海道） （页面存档备份，存于）